# Villa Borgnis

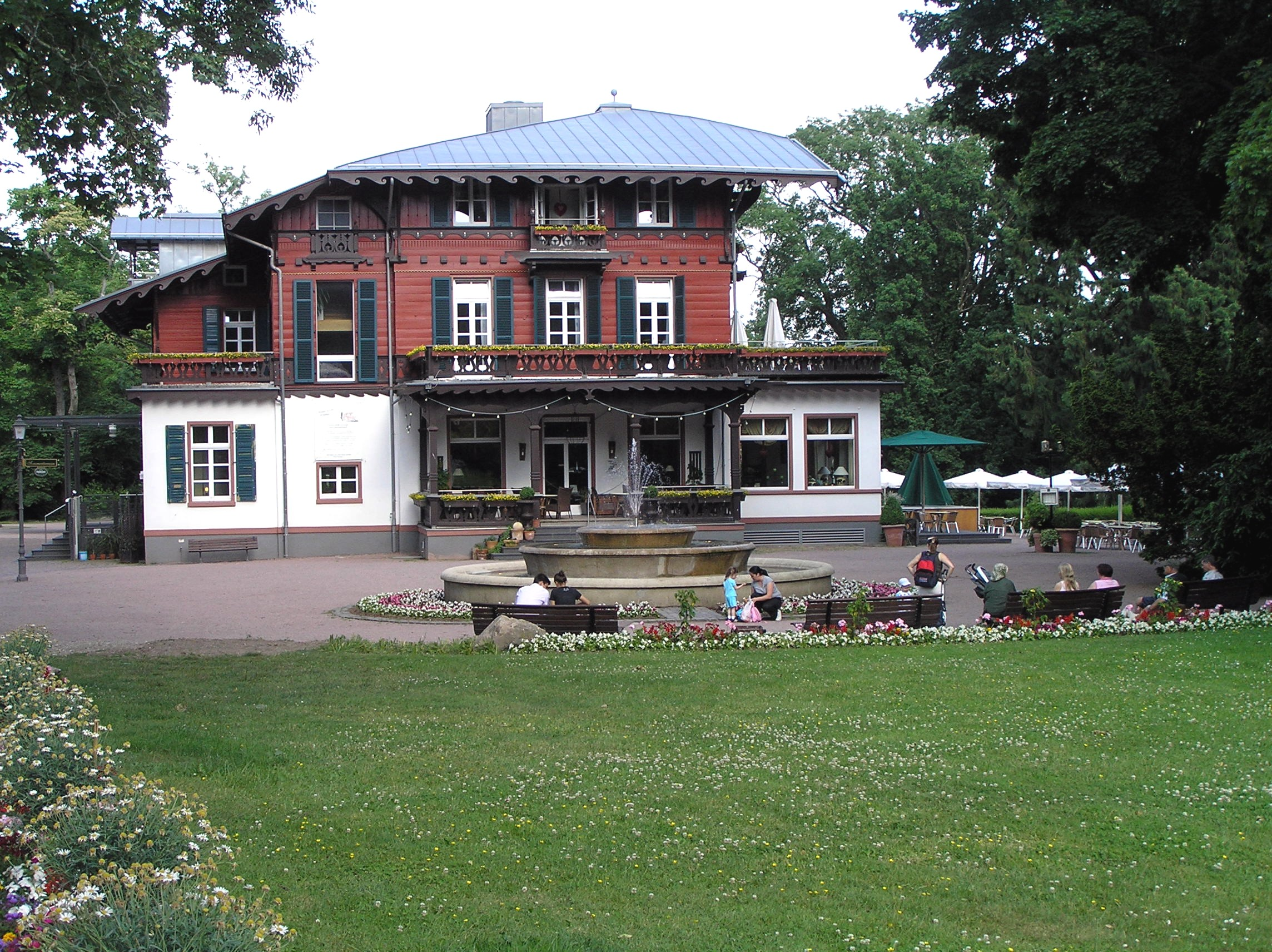
Villa Borgnis

Die Villa Borgnis ist das Kurhaus von Königstein im Taunus.
Seit 1851 besteht der Kurbetrieb in Königstein. Der Wunsch der Stadt nach einem eigenen Kurhaus wurde jedoch erst im Jahr 1927 erfüllt. Am 13. und 14. August 1927 wurde die Villa Borgnis als Kurhaus feierlich dem Publikum übergeben.

## Entstehung
Das heutige Gebäude wurde jedoch viel früher errichtet. Unter der Adresse Hauptstraße 21 bestand Anfang des 19. Jahrhunderts das „Gasthaus am Grünen Baum“. Dieses Anwesen sowie der dahinterliegende Park (der heutige Kurpark) wurde 1838 von Matthias Franz Borgnis als Sommersitz erworben. Borgnis war ein reicher Frankfurter Bankier, Juwelenhändler und Tabakfabrikant. 1847 schied er aus dem aktiven Berufsleben aus und lebte als Privatier in den Sommermonaten in Königstein.
1860 wurde die Villa Borgnis im Schwarzwald-Stil erbaut. Auch nach dem Tod von Matthias Franz Borgnis blieb Haus und Park im Familienbesitz und wurde mehrfach erweitert. 1870 kam ein Anbau, 1878 eine Veranda hinzu. Eigentümer waren nun Anna Borgnis, die Tochter von Matthias Franz Borgnis und ihr Mann Franz Josef Borgnis. Deren Sohn Alfred Borgnis, Ehrenbürger der Stadt Königstein, verkaufte das Anwesen 1923 an Martha Mathias, die Haus und Park 1926 an die Stadt verkaufte.

## Kurhaus
Nach einem Jahr Umbau wurde das Haus ab August 1927 als Kurhaus genutzt. Für die Gastronomie zeichnete der erste Pächter Fritz Ehrlicher, der vorher das Kurhaus in Bad Soden am Taunus geleitet hatte, verantwortlich. Das Haus wurde bald Mittelpunkt des öffentlichen Lebens und Schauplatz von unterschiedlichsten Veranstaltungen. So wurde 1947 in der Villa Borgnis die Junge Union Deutschlands gegründet.
Zwischen 1976 und 1997 war das Haus auch Sitz der Stadtbibliothek. 1997 bis 1999 wurde das Haus für eine Generalsanierung geschlossen und am 1. Mai 1999 wieder eröffnet.
Heute wird das Gebäude als Kurhaus genutzt. Ein Restaurant/Café und eine Weinstube sorgen für das leibliche Wohl. Weiterhin ist im Haus das Standesamt der Stadt Königstein untergebracht.